# Aelfwald II

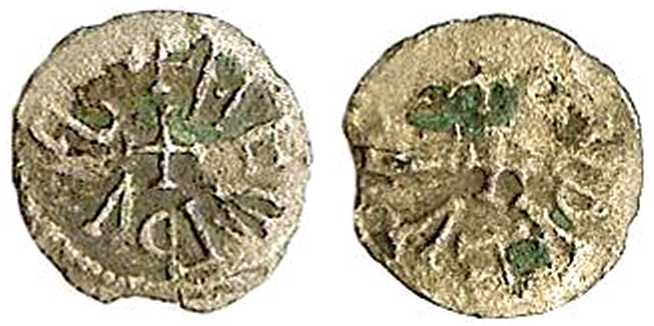
Munt van koning Aefwald II

Aelfwald II  was volgens de De primo Saxonum adventu  gedurende 2 jaar koning van Northumbria van 806 tot 808.

## Context
Aelfwald II leefde in een woelige periode in de geschiedenis van Northumbria, waar koningen werden afgezet of vermoord. Zijn voorganger Eardwulf, die aan de macht kwam op voorspraak van Alcuinus, raadsman van Karel de Grote en voormalig Aartsbisschop van York, het belangrijkste bisdom van Northumbria, werd door de twistende facties nooit aanvaard en in 806 uiteindelijk verdreven.
Ælfwald II is enkel gekend door enkele vermeldingen en enkele munten. Eardwulf of zijn zoon Eanred heroverde de troon twee jaar later met steun van Karel de Grote.